# Hyperon
Hyperon là các Baryon có chứa một hoặc nhiều hạt quark lạ nhưng không có hạt quark duyên và quark đáy.

## Các loại Hyperon
- Có ba loại hạt Sigma hyperon (Σ+, Σ0 và Σ−). Các hạt có khối lượng ~1.190 MeV/c2 và thời gian sống ~1×10−10 s, riêng hạt Σ0 có thời gian sống ngắn hơn 1×10−19 s.
- Có một loại hạt Lambda hyperon (Λ0). Hạt có khối lượng 1.115 MeV/c2 với thời gian sống là 2,6×10−10 s.
- Có hai loại hạt Xi hyperon (Ξ0 và Ξ−). Các hạt có khối lượng lần lượt 1.315 MeV/c2, 1.320 MeV/c2 và thời gian sống lần lượt là 2,9×10−10 s, 1,6×10−10 s.
- Có một loại hạt Omega hyperon là Ω−, có khối lượng 1.670 MeV/c2 và thời gian sống là 8,2×10−11 s.

### Bảng phân loại các hạt hyperon
| Tên hạt      | Ký hiệu  | Các quark được chứa | Khối lượng (MeV/c2) | I    | JP    | Q  | S  | C | B' | T | Thời gian sống          | Phân hủy thành              |
| ------------ | -------- | ------------------- | ------------------- | ---- | ----- | -- | -- | - | -- | - | ----------------------- | --------------------------- |
| Lambda       | Λ0       | uds                 | 1115,683 ± 0,006    | 0    | 1⁄2+  | 0  | -1 | 0 | 0  | 0 | (2,631 ± 0.020) × 10−10 | p+π- hoặc n0+π0             |
| Sigma        | Σ+       | us                  | 1189,37 ± 0,07      | 1    | 1⁄2+  | +1 | -1 | 0 | 0  | 0 | (8,018 ± 0,026)×10−11   | p+π0 hoặc n+π+              |
| Sigma        | Σ0       | uds                 | 1192,642±0,024      | 1    | 1⁄2+  | 0  | -1 | 0 | 0  | 0 | (7,4 ± 0,7)×10−20       | Λ0+γ                        |
| Sigma        | Σ-       | ds                  | 1197,449 ± 0,030    | 1    | 1⁄2+  | -1 | -1 | 0 | 0  | 0 | (1,479 ± 0,011) × 10−10 | n0+π-                       |
| Xi           | Ξ0       | us                  | 1 314,86 ± 0,2      | 1⁄2  | 1⁄2+* | 0  | -2 | 0 | 0  | 0 | (2,90 ± 0,09)×10−10     | Λ0+π0                       |
| Xi           | Ξ-       | ds                  | 1321,31 ± 0,13      | 1⁄2  | 1⁄2+* | -1 | -2 | 0 | 0  | 0 | (1,639 ± 0,015)×10−10   | Λ0+π-                       |
| Xi resonance | Ξ0(1530) | us                  | 1531,80(32)         | 1⁄2  | 3⁄2+  | 0  | -2 | 0 | 0  | 0 | -                       | Ξ+π                         |
| Xi resonance | Ξ-(1530) | ds                  | 1535,0(6)           | 1⁄2  | 3⁄2+  | -1 | -2 | 0 | 0  | 0 | -                       | Ξ+π                         |
| Omega        | Ω-       | s                   | 1672.45±0.29        | 3⁄2+ | -1    | -3 | 0  | 0 | 0  | 0 | 8.21±0.11×10−11         | Λ0+Κ- hoặc Ξ0+π- hoặc Ξ-+π0 |